# Chionactis annulata
Espèce
Synonymes
- Lamprosoma annulatum Baird, 1859
- Chionactis occipitalis annulata (Baird, 1859)
- Sonora occipitalis klauberi Stickel, 1941
- Chionactis occipitalis klauberi (Stickel, 1941)

Chionactis annulata  est une espèce de serpents de la famille des Colubridae.

## Répartition
Cette espèce se rencontre :
- aux États-Unis en Arizona et dans le sud-est de la Californie ;
- au Mexique en Basse-Californie.

## Liste des sous-espèces
Selon The Reptile Database (3 septembre 2014)
- Chionactis annulata annulata (Baird, 1859)
- Chionactis annulata klauberi (Stickel, 1941)

## Publications originales
- Baird, 1859 : Reptiles of the boundary. United States and Mexican Boundary Survey, under the order of Lieut. Col. W.H. Emory. Major First Cavalry, and United States Commissioner. vol. 2, Reptile, part. 1. Department of the Interior, p. 1-35 (texte intégral).
- Stickel, 1941 : The subspecies of the spade-nosed snake, Sonora occipitalis. Bulletin of the Chicago Academy of Sciences, vol. 6, p. 135-140